# Dašgombyn Battulga
Dašgombyn Battulga nebo Battulga Dašgombo (* 4. března 1966) je bývalý mongolský zápasník.

## Sportovní kariéra
V mongolské judistické a sambistické reprezentaci se pobyhoval od druhé poloviny osmdesátých let dvacátého století v superlehké a pololehké váze do 65 kg. V roce 1989 vybojoval společně s Baldžinňamem první medaili z mistrovství světa pro mongolské judo. V roce 1992 se kvalifikoval na olympijské hry v Barceloně. Ve čtvrtfinále prohrál s Ázerbájdžáncem Nazimem Husejnovem v závěru na ippon technikou sode-curikomi-goši a obsadil dělené 7. místo. Sportovní kariéru ukončil v roce 1997. Věnuje se trenérské práci.

## Výsledky
| Turnaj            | 1989       | 1990       | 1991           | 1992           | 1993           | 1994           |
| Turnaj            | 23         | 24         | 25             | 26             | 27             | 28             |
| Turnaj            | superlehká | superlehká | pololehká váha | pololehká váha | pololehká váha | pololehká váha |
| ----------------- | ---------- | ---------- | -------------- | -------------- | -------------- | -------------- |
| Olympijské hry    |            |            |                | 7.             |                |                |
| Mistrovství světa | 3.         |            | úč.            |                | úč.            |                |
| Asijské hry       |            | 3.         |                |                |                | 3.             |
| Mistrovství Asie  |            |            | ?              |                | ?              |                |